# Stlengis
Stlengis és un gènere de peixos pertanyent a la família dels còtids.

## Taxonomia
- Stlengis distoechus (Bolin, 1936)[2]
- Stlengis misakia (Jordan & Starks, 1904)[3][4]
- Stlengis osensis (Jordan & Starks, 1904)[3][5][6][7][8][9]